# پوبیرووو
پوبیرووو (به لهستانی:  Pobierowo) یک روستا در لهستان است که در گمینا روال واقع شده‌است. پوبیرووو ۱٬۰۸۴ نفر جمعیت دارد.